# 马拉普拉德反应
Malaprade反应（Malaprade reaction）是邻二醇在温和条件下被高碘酸或高碘酸盐氧化得，产生醛或酮的二醇裂解反应。这个反应是由Léon Malaprade首次报告的。
用于糖化学中结构的鉴定。

Malaprade反应
Malaprade反应机理